# Gryon exsculptum
Gryon exsculptum är en stekelart som först beskrevs av Förster 1861. Enligt Catalogue of Life ingår Gryon exsculptum i släktet Gryon och familjen Scelionidae, men enligt Dyntaxa är tillhörigheten istället släktet Gryon och familjen gallmyggesteklar. Arten är reproducerande i Sverige. Inga underarter finns listade i Catalogue of Life.